# Козлук (Республика Сербская)
Козлук (серб. Козлук) —  населённый пункт (посёлок) в общине Зворник, который принадлежит энтитету Республике Сербской, Босния и Герцеговина. Расположен в 15 км к северу от центра города Зворник, на берегу реки Дрина.

## Население
Численность населения посёлка Козлук по переписи 2013 года составила 2 473 человека.

## История
Этнический состав населения населённого пункта по данным переписи 1991 года:
- боснийские мусульмане — 2.565 (85,01 %),
- сербы — 302 (10,00 %),
- югославы — 76 (2,51 %),
- хорваты — 3 (0,09 %),
- прочие — 71 (2,35 %).

Всего: 3.017 чел.